# Joanna Skibińska
Joanna Skibińska (ur. 21 lutego 1985) – polska lekkoatletka specjalizująca się w skoku w dal oraz trójskoku.

## Kariera
Międzynarodową karierę zaczynała od zajęcia czwartego miejsca w konkursie skoku w dal na młodzieżowych mistrzostw Europy w 2007 roku. Podczas halowego czempionatu Starego Kontynentu w Turynie (2009) była ósma w skoku w dal oraz nie awansowała do finału trójskoku. W 2010 reprezentowała Polskę w zawodach superligi drużynowych mistrzostw Europy. Kontrola dopingowa przeprowadzona po mityngu Fanny Blankers-Koen Games (Hengelo, 30 maja 2010) wykazała w jej organizmie obecność niedozwolonego środka - stanozololu. Komisja Wyróżnień, Dyscypliny i Zwalczania Dopingu PZLA zdyskwalifikowała zawodniczkę na okres 1 roku, dyskwalifikacja jest liczona od dnia zawodów w Hengelo. Na wniosek IAAF dyskwalifikacja została przedłużona do 2 lat.
Złota medalistka mistrzostw Polski seniorów (trójskok – Poznań 2007) ma także w dorobku jeden brązowy medal tej imprezy (skok w dal – Poznań 2007). Czterokrotnie stawała na podium halowych mistrzostw kraju zdobywając trzy złote medale (Spała 2009 i Spała 2010 – trójskok; Spała 2009 – skok w dal) oraz jeden srebrny (Spała 2010 – skok w dal). Była medalistką młodzieżowych mistrzostw Polski.
Rekord życiowy w skoku w dal na stadionie - 6,52 (15 lipca 2007, Debreczyn), w trójskoku na stadionie - 14,20 (8 czerwca 2010, Warszawa)/14,04 (1 lipca 2007, Poznań), w skoku w dal w hali - 6,58 (21 lutego 2009, Spała). Joanna Skibińska w sezonie 2009 dwa razy poprawiała halowy rekord Polski w trójskoku – 8 lutego uzyskała wynik 14,05, a 22 lutego 14,10. Ten drugi rezultat jest aktualnym rekordem halowych mistrzostw Polski seniorów. 

## Osiągnięcia
| Rok  | Impreza                                 | Miejsce   | Konkurencja | Lokata            | Wynik |
| ---- | --------------------------------------- | --------- | ----------- | ----------------- | ----- |
| 2007 | Młodzieżowe mistrzostwa Europy          | Debreczyn | skok w dal  | 4. miejsce        | 6,52  |
| 2009 | Halowe mistrzostwa Europy               | Turyn     | skok w dal  | 8. miejsce        | 6,28  |
| 2009 | Halowe mistrzostwa Europy               | Turyn     | trójskok    | el. – 16. miejsce | 13,69 |
| 2010 | Superliga drużynowych mistrzostw Europy | Bergen    | trójskok    | 7. miejsce        | 13,89 |